# Ghutra
La ghutra (en arabe : غترة ghutra) est un accessoire vestimentaire masculin porté , en Arabie saoudite, en Syrie, en Jordanie ainsi que par les Bédouins. Il s'agit d'un couvre-chef qui se plie à ses extrémités puis est maintenu par un agal fait d'un noyau de laine de chèvre ou de poils de chameau.

## Histoire
La ghutra serait un accessoire datant de l'ère préislamique. Le keffieh est le cousin palestinien du ghutra.
Des photographies datant du 19e siècle montrent que la ghutra blanche était déjà, à cette époque, un accessoire répandu. Le shemagh, son pendant épais à carreaux rouge et blanc, n'apparaît que dans les années 1950, notamment dans la Jordanie et l’Irak voisins.

## Coupe du monde 2022

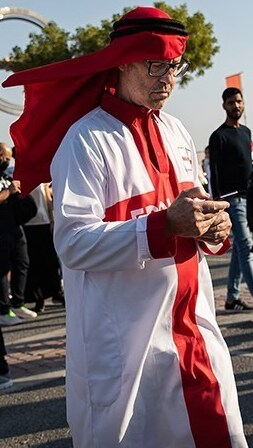
Supporter anglais en ghutra et dishidasha aux couleurs de son pays

Lors de la Coupe du monde de football 2022, les ghutra et shemagh sont proposés de manière personnalisée aux couleurs des équipes qualifiées pour le tournoi,. La dishdasha qui accompagne ces couvre-chefs est également personnalisée. Ces habits sont ainsi comparés aux vuvuzelas lors de la Coupe du monde de football 2010 en Afrique du Sud.